# Ampelakia (Tessaglia)
Ampelakia (in greco Αμπελάκια?) è una ex comunità della Grecia nella periferia della Tessaglia di 510 abitanti secondo i dati del censimento 2001.
È stata soppressa a seguito della riforma amministrativa detta Programma Callicrate in vigore dal gennaio 2011 ed è ora compresa nel comune di Tempes.